# 山口昇 (実業家)
山口 昇（やまぐち のぼる、1896年（明治29年）4月5日 - 1976年（昭和51年）3月20日）は、日本の実業家であり、愛知県を主な販売エリアとする自動車ディーラー・愛知トヨタ自動車の創業者である。愛知県自動車配給社長、愛知トヨタ自動車社長・会長（初代）などを歴任した。

## 来歴
1896年（明治29年）、愛知県碧海郡新川町（現・碧南市）に生まれた。
1913年（大正2年）、慶應義塾商工学校に入学した。在学中は慶應普通部の野球部に所属し、投手・キャプテンとして1916年（大正5年）の第2回全国中等学校優勝野球大会に出場、投打に活躍し優勝に貢献した。この時のチームメイトには、エドウィン・ダンの三男である日米混血のジョン・ダン、ハワイ出身の日独混血の河野元彦などがいた。当時の大会は明確な出場規定がなく、慶應商工5年ですでに20歳であったうえに、慶應義塾大学部のレギュラー選手として大学のリーグ戦にも出場していた山口が、「同じ慶應グループだから」という理由で出場を許されていた。慶應義塾大学部理財科予科に進学するが、台湾製糖の実業団にスカウトされて台湾に渡る。実業団では岡田源三郎とチームメイトであった。

### 自動車業界へ
慶應義塾大学部中退後、様々な事業に取り組むが失敗。1927年（昭和2年）、山口は名古屋地区でゼネラルモーターズ車を販売する「ユタカ自動車販売」に入社した。しかし同社は以前からの放漫経営がたたり1928年（昭和3年）に倒産し、経営を「イサオ自動車販売」に引き継ぐが、翌1929年（昭和4年）には同社も経営難に陥り倒産した。山口は経理責任者として会社存続のため奔走したが、日本GMの担当員であった神谷正太郎の援助もあり、「日の出モータース」として会社は存続、山口は支配人として会社を運営していくこととなった。

### 日の出モータース時代
1935年（昭和10年）、豊田自動織機製作所の豊田喜一郎に請われ、同社自動車部門の販売担当に就任した神谷から山口に、トヨタの販売店への転向を打診してきた。日の出モータース設立より築いてきた信頼関係から山口はこれを快諾し、同年9月にGMの販売権を返上、トヨタの第1号ディーラー「日の出モータース」が誕生した。こうして同年12月8日には、名古屋市中区東川端町の日の出モータース本社で国産トヨダ号（G1型トラック）の発表会が開催され、トヨタ車の販売が開始されることとなった。

### 愛知トヨタ自動車時代
1939年（昭和14年）に山口は名古屋トヨタ販売の常務取締役に就任した。その後、1942年（昭和17年）、戦時統制により自動車が配給制となったことにより各県の自動車販売会社を合併させることとなった。愛知県では名古屋トヨタ販売、日産自動車販売名古屋支店などが合併し「愛知縣自動車配給」（自配）が設立され、山口は同社取締役社長に就任した。
戦後、愛知縣自動車整備配給は配給制度の廃止にともない、トヨタ自動車工業と契約、トヨタディーラーとして営業を再開し、1946年（昭和21年）9月には社名を愛知トヨタ販売と改めた。山口は自配から引き続き社長として愛知県内の販売網の構築に尽力した。また同年11月、全国のトヨタ系販売会社46社によるトヨタ自動車販売組合（現トヨタ自動車販売店協会）が創立されると山口は副会長に就任、この後1950年（昭和25年）、1961年（昭和36年）にトヨタ自動車販売店協会理事長に就任し、1973年（昭和48年）には会長に就任するなど、全国トヨタ販売店のリーダーとして活動する一方で、1961年（昭和36年）には愛知県自動車販売協会会長に就任するなど、自動車関連各種団体の要職を歴任した。

### 馬主
所有馬のエイトクラウンが阪神3歳ステークス、鳴尾記念、宝塚記念(最初に宝塚記念を勝利した牝馬、自社販売のクラウンエイトの前後をひっくり返して命名した)を勝利し、法人名義（桜山ホース、現在の名称は名古屋友豊）ではナオキ(馬名は娘婿の山口直樹氏から)が宝塚記念を勝利し、母子制覇を成し遂げている。
また、1953年に開設した中京競馬場の誘致にも関与した。